# Calomyscus kiabii
Calomyscus kiabii — вид гризунів з родини Calomyscidae. Мешкає в Ірані.